# Sismo de Marraquexe-Safim em 2023

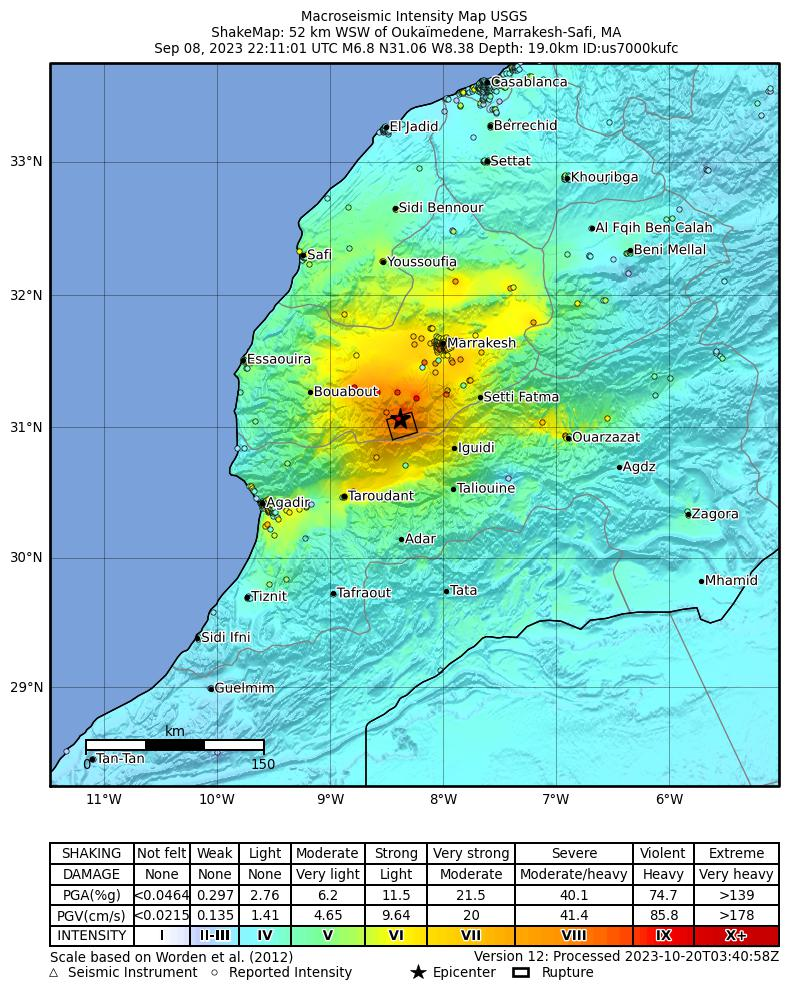
Mapa de intensidades

O sismo de Marraquexe-Safim foi um abalo sísmico de magnitude 6,8, na escala de magnitude de momento, que atingiu a região de Marraquexe-Safim e regiões vizinhas, em Marrocos, às 23:11 locais (22h11 UTC) de 8 de setembro de 2023. Foi o maior sismo até então registado instrumentalmente na história do país, e causando pelo menos 2 012 mortos e 2 059 feridos.

## Configuração tectónica
O norte de Marrocos fica perto dos limites entre a Placa Africana e a Placa Eurasiática, a falha Açores-Gibraltar. Esta zona de deslizamento lateral direito torna-se transpressional na sua extremidade leste, com o desenvolvimento de grandes cavalgamentos. A leste do estreito de Gibraltar, no mar de Alborão, a fronteira torna-se do tipo colisional. A maior parte da sismicidade em Marrocos está relacionada com o movimento na fronteira da placa, com o maior risco sísmico no norte do país, perto da fronteira.
As montanhas do Atlas são uma cordilheira intracontinental que se estende por 2 000 km, desde Marrocos até à Tunísia. Estas montanhas formaram-se em uma colisão durante o Cenozoico. A cordilheira atinge a sua maior altitude a oeste, em Marrocos. A atividade sísmica em Marrocos concentra-se na região norte do país e no Mar de Alborão. A sul do Rife, a atividade sísmica é mais esparsa, mas se distribui pelo Médio Atlas, Alto Atlas e Ante-Atlas. A atividade sísmica no Atlas Saariano é limitada e está ausente na região saariana a sul do cinturão; também é menos comum a leste na Argélia e na Tunísia. Anteriormente, o maior abalo sísmico registado nas Montanhas do Atlas foi o sismo de magnitude 5,9 que atingiu Agadir em 1960.

## Sismo
O sismo ocorreu às 23:11 e teve o epicentro numa zona montanhosa 71,8 km a sudoeste de Marraquexe, atingindo 6,8 de magnitude. O epicentro situa-se numa zona alta da província de Al Haouz nas montanhas do Alto Atlas, a oeste da popular estância de esqui Oukaimeden, perto do pico Toubkal, o mais alto da África do Norte. Cerca de 15 minutos depois do primeiro abalo, foi registada uma réplica de magnitude 4,8.
O sismo foi também sentido em várias zonas de Portugal, incluindo Algarve, Alentejo e na zona de Setúbal e Lisboa, assim como em Espanha e em outras regiões do Norte de África.
O sismo é o maior registrado instrumentalmente na história moderna de Marrocos, só sendo superado pelas estimativas do sismo de Mequinez de 1755, com magnitude 6,5–7,0. De acordo com o Serviço Geológico dos Estados Unidos, o sismo teve um mecanismo focal indicando falhas de impulso oblíquo abaixo do Alto Atlas. A ruptura ocorreu em uma falha oblíqua-reversa de mergulho acentuado atingindo o noroeste ou em uma falha oblíqua-reversa de mergulho raso atingindo o leste. Também estimou a área de ruptura da falha em 30 por 20 km. Muitas falhas de deslizamento e impulso leste-oeste e nordeste-sudoeste ocorrem no Alto Atlas. Desde 1900, não houve um sismo com magnitude 6 ou superior num raio de 500 km em torno do epicentro do sismo de 8 de setembro de 2023, embora nove sismos de magnitude igual ou superior a 5 tenham ocorrido a leste.

## Impacto
O sismo causou pelo menos 2 012 vítimas mortais, e 2 059 em feridos. Entre os mortos, contam-se quatro na província de Uarzazate e uma na de Tarudante, devido ao desmoronamento de edifícios. Em Moulay Brahim, residentes ficaram presos sob os destroços de edifícios colapsados, estando a ser socorridos por voluntários.
Muitos edifícios em Marraquexe foram evacuados; os moradores fugiram das suas casas e foram para as ruas. Algumas casas em partes mais antigas da cidade e partes das muralhas da cidade desabaram, sobretudo no centro histórico, património mundial da UNESCO. Em Jemaa el-Fnaa, um minarete da mesquita Kharboush e partes de suas paredes desabaram, soterrando veículos. Vídeos que circularam nas redes sociais mostraram montes de destroços, paredes desabadas e nuvens de poeira. Perto do epicentro, a estação de televisão pública Al Aoula reportou muitos edifícios colapsados. Parte do recentemente renovado Agadir Oufella, o casbá de Agadir, ruiu em consequência do sismo.
As Nações Unidas vão prestar auxilio ao país. Foi enviada uma equipa da Unidade de Avaliação e Coordenação de Desastres para Marrocos para que a mesma possa acompanhar a situação.

## Consequências
As pessoas em Marraquexe removeram escombros manualmente enquanto aguardavam equipamento pesado. Muitos moradores em pânico permaneceram ao ar livre com medo de réplicas. Mídias publicadas em redes sociais mostram pessoas evacuando um centro comercial, restaurantes e edifícios residenciais. Na capital Rabat, a 350 km ao norte do epicentro, e em Imsouane, uma cidade costeira, moradores abandonaram suas casas.

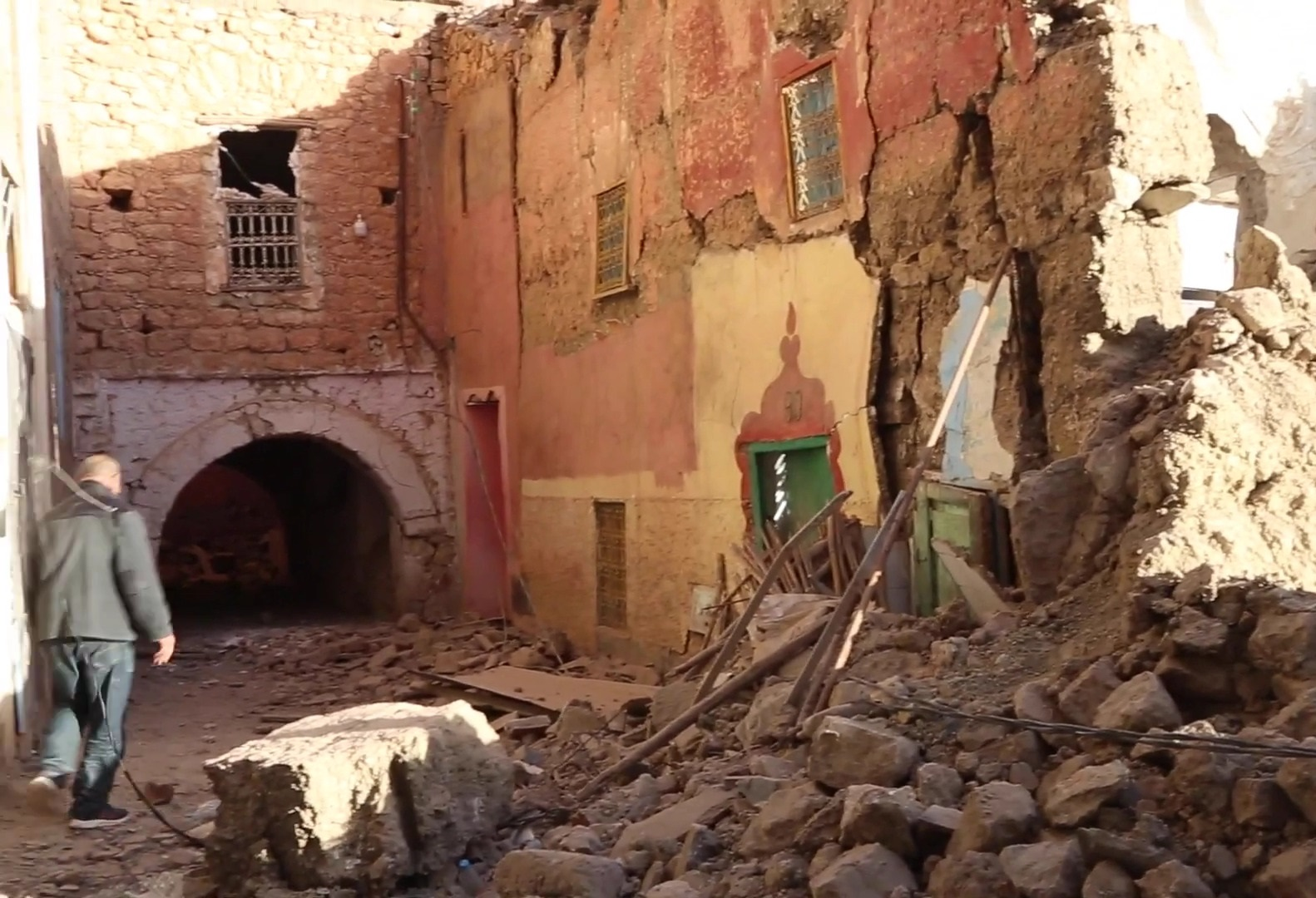
Edifícios danificados em Moulay Brahim

O Secretário-Geral da Direção Geral de Assuntos Internos disse que os funcionários e as equipes de segurança estavam reunindo recursos para fornecer ajuda e avaliar os danos. Em Salé, caminhões transportaram cobertores, camas de acampamento e dispositivos de iluminação para as áreas afetadas. Semirreboques também transportaram suprimentos a essas áreas. O canal local 2M compartilhou vídeos de veículos de emergência viajando por uma estrada de terra. As missões de resgate foram interrompidas, devido ao congestionamento nas estradas da região montanhosa com veículos e rochas caídas. Na província de Al Haouz, as rochas foram removidas das estradas para permitir que ambulâncias chegassem às áreas afetadas.[carece de fontes?]
Houve um aumento no número de pessoas feridas internadas em hospitais em Marraquexe. Pessoas feridas de fora de Marraquexe também começaram a chegar à cidade para receber tratamento. Um apelo por doações de sangue foi feito aos residentes da cidade. Na manhã de 9 de setembro, cerca de duzentas pessoas, incluindo turistas, doaram sangue. Avaliações de danos em Marraquexe revelaram que a maior parte da cidade estava relativamente intacta.
O rei Mohammed VI autorizou o envio do exército marroquino para várias cidades afetadas, a fim de prestar ajuda. O exército posteriormente montou um hospital de campanha em Moulay Brahim. Os sobreviventes em Moulay Brahim começaram a cavar sepulturas para enterrar os mortos. As operações no Aeroporto de Marraquexe não foram afetadas, mas dois voos da Ryanair de Marraquexe para Bruxelas e Beauvais, França, programados para 9 de setembro, foram cancelados. A British Airways substituiu seu avião comum por um maior para transportar os britânicos que pediam repatriação.
A Confederação Africana de Futebol adiou a partida de qualificação para o Campeonato Africano das Nações de 2023, entre Marrocos e Libéria, que estava prevista para ocorrer em Agadir em 9 de setembro.

## Reações
Índia, Argélia, França, Portugal, Romênia, Taiwan, Tailândia, Tunísia, Turquia, Reino Unido,  Estados Unidos, União Europeia, e as Nações Unidas ofereceram assistência e apoio ao Marrocos. Os Países Baixos disponibilizaram 5 milhões de euro para ajuda emergencial, enquanto a União Europeia liberou €1 milhão para ajuda humanitária. Até o momento, o governo marroquino não solicitou formalmente ajuda estrangeira. Apesar de diversos países terem oferecido ajuda, o Marrocos só aceitou por enquanto a ajuda de quatro países: Espanha, Catar, Reino Unido e Emirados Árabes Unidos.
Na França, Benoît Payan, prefeito de Marselha, cidade-irmã de Marraquexe, anunciou no Twitter que estava enviando bombeiros para Marrocos para ajudar nas operações de resgate. A embaixada francesa no Marrocos abriu uma linha direta de crise. O primeiro-ministro de Israel, Benjamin Netanyahu, e o rei Abdullah II da Jordânia ordenaram que seus governos enviassem ajuda ao Marrocos, enquanto o presidente dos Emirados Árabes Unidos, Mohamed bin Zayed Al Nahyan, ordenou o estabelecimento de uma ponte aérea para transportar ajuda humanitária e outros recursos. O governo de Portugal disponibilizou uma equipa de busca e salvamento e afirmou que, se for pedida ajuda internacional, os bombeiros portugueses estão preparados para avançar. A Argélia abriu seu espaço aéreo para o Marrocos, pela primeira vez desde 2021, para facilitar a chegada de ajuda humanitária. A Espanha colocou sua Unidade Militar de Emergências, suas outras agências de ajuda e sua embaixada em Rabat à disposição do Marrocos. A International Charter Space and Major Disasters foi ativada pelo Instituto das Nações Unidas para Treinamento e Pesquisa (UNITAR), em nome da Federação Internacional das Sociedades da Cruz Vermelha e do Crescente Vermelho, para fornecer uma ampla cobertura humanitária por satélite.
Quando a tragédia ocorreu o rei Maomé VI do Marrocos não estava no país, mas em sua residência em Paris. Ao retornar ao Marrocos ele decretou três dias de luto nacional. Aproximadamente uma semana depois, ele apresentou um plano de reconstrução das áreas atingidas pelo sismo que consiste em disponibilizar uma quantia de 80.000 (circa de 7.400 euro) a 140.000 (mais de 12.000 euro) dirrã para pessoas que tiveram casas danificadas, dependendo dos danos, abrigos emergenciais para pessoas desabrigadas e por crianças órfãs sob tutela do Estado. Em 20 de setembro de 2023, o rei Maomé anunciou que o governo marroquino irá disponibilizar 120 mil milhões de dirrã (mais de 10 milhões de euros) durante um período de cinco anos para a recuperação de Infraestruturas e habitações, mas também para investir na economia local nas áreas afectadas. Ele também prometeu enviar suprimentos essenciais em apoio às comunidades afectadas em cada região.